# Junzō Yoshimura
Pour les articles homonymes, voir Yoshimura.
Junzō Yoshimura (吉村 順三, Yoshimura Junzō), 7 septembre 1908 – 11 avril 1997, est un architecte japonais.

## Première partie de carrière
En décembre 1928, alors qu'il est étudiant à l'université des arts de Tokyo, Yoshimura commence à travailler à temps partiel dans l'agence de Antonin Raymond dont il devient collaborateur à plein temps après l'obtention de son diplôme en 1931. Parmi les nombreux ouvrages dont il supervise la construction sur place figurent le cottage Akaboshi (1931) pour le joueur de golf japonais Shiro Akaboshi, une maison pour Kisuke Akaboshi (1932) et la maison Kawasaki (1934).
En mai 1940, il se rend dans la maison d'Antonin à New Hope, Pennsylvanie, passer quatorze mois de vie et de travail dans le studio. Il supervise l'installation d'une petite maison de thé à l'Institut japonais à New York.

## Deuxième partie de carrière

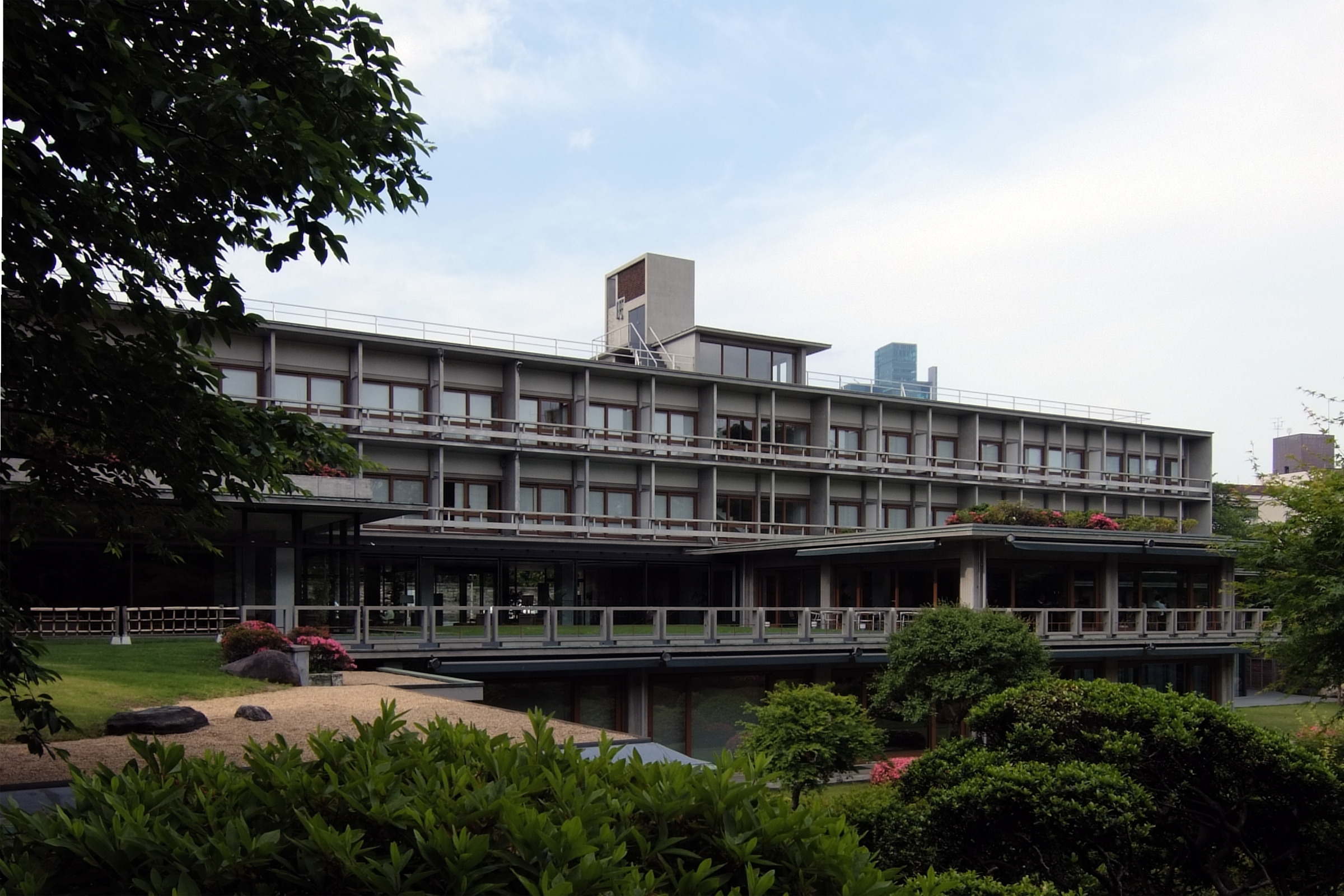
Maison internationale du Japon, Tokyo, 1955

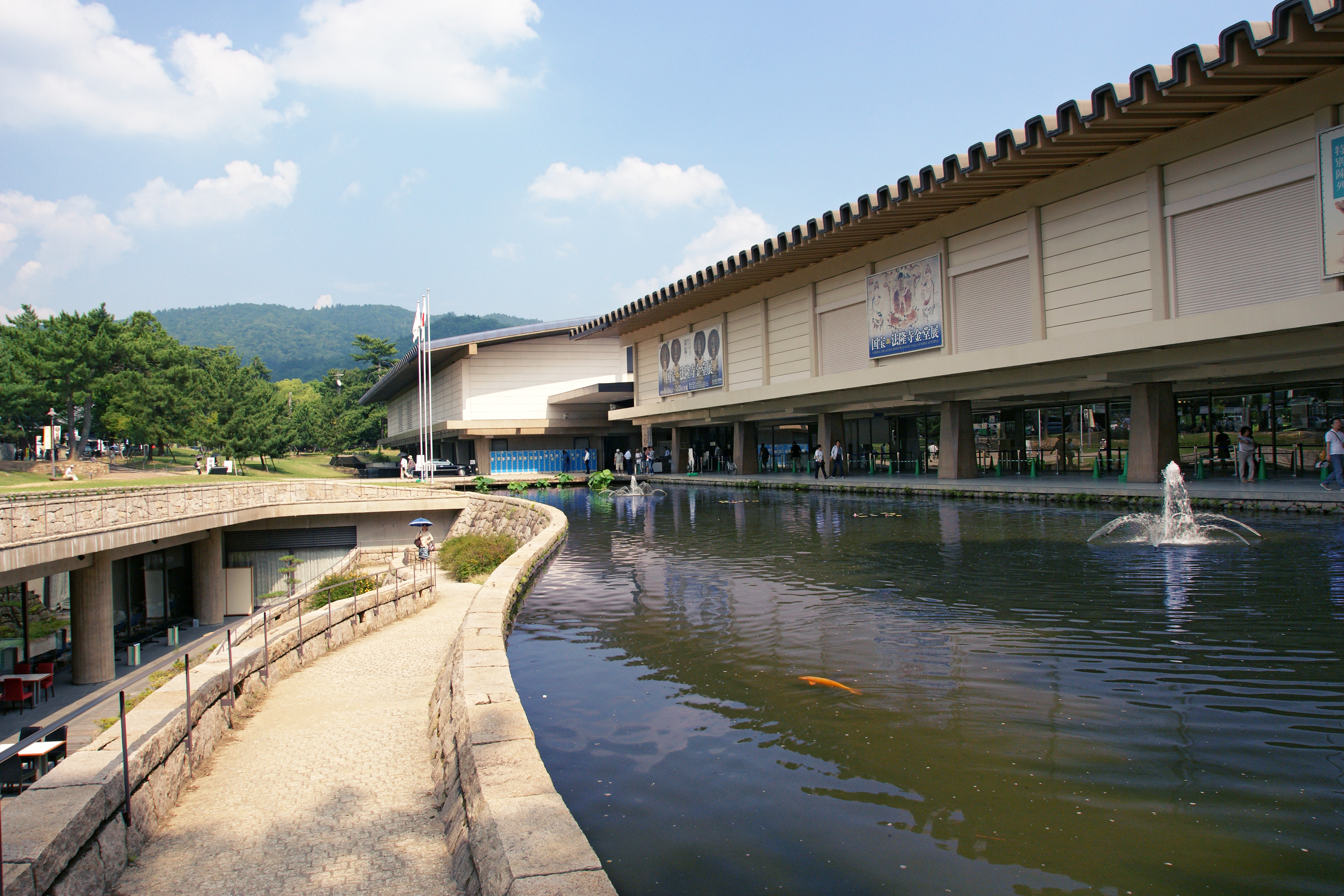
Musée national de Nara, 1972

À son retour à Tokyo en 1941, il crée son propre cabinet. En 1953, en raison de ses liens avec Antonin Raymond, Yoshimura est responsable de la conception d'une maison de thé japonais traditionnelle dans le jardin du Museum of Modern Art à New York. Cette maison, appelée Shofuso, ou « villa Pine Breeze », est déplacée à Philadelphie en 1957 où elle demeure comme site historique ouvert au public sous le nom « maison et jardin japonais (en) ».
En 1955, il collabore avec Kunio Maekawa et Junzō Sakakura pour dessiner la maison internationale du Japon située dans le district de Roppongi (六本木) de l'arrondissement de Minato à Tokyo. Ce complexe d'échange culturel se trouve à l'intérieur de terres appartenant à des seigneurs samouraïs de l'époque d'Edo. Il construit in-situ des murs en béton armé en minces couches, des colonnes et des poutres en béton préfabriqué et en pierre d'Ōya.
Parmi les réalisations tardives de Yoshimura figurent le musée Tikotin d'art japonais (en) (1959) à Haifa, le palais impérial de Tokyo (1968), la Japan House (avec George G. Shimamoto de Kelly & Gruzen, 1969–71) à New York, les ailes est et ouest du musée national de Nara (1972) et l'ambassade royale de Norvège (1977) à Tokyo.
Il remporte avec ses collègues le prix de l'Institut d'architecture du Japon pour leur contribution spécifique à la Maison internationale du Japon.

## Source de la traduction
- (en) Cet article est partiellement ou en totalité issu de l’article de Wikipédia en anglais intitulé « Junzō Yoshimura » (voir la liste des auteurs).
- Notices d'autorité :   - VIAF
  - ISNI
  - IdRef
  - LCCN
  - GND
  - Japon
  - CiNii
  - WorldCat